# 打帶跑
打帶跑（日語：ヒットエンドラン，英文：Hit and run），就是俗稱的打跑，棒球比賽中時常見到的一種戰術，為壘上跑者提前起跑，打者不論好壞球都配合揮棒擊球，可達到推進效果，或是擾亂對方守備，算是一種積極推進的戰術。一般打者多會故意將球往地上打，如果不小心擊成飛球，則有容易形成雙殺甚至三殺。

## 外部連結
- 打帶跑在台灣棒球維基館上的頁面（繁體中文）